# Ephippiochthonius bidentatus
Espèce
Synonymes
- Chthonius bidentatus Beier, 1938

Ephippiochthonius bidentatus est une espèce de pseudoscorpions de la famille des Chthoniidae.

## Distribution
Cette espèce est endémique de Serbie. Elle se rencontre dans la grotte Petnička Pećina à Petnica.

## Description
Le mâle holotype mesure 1,50 mm.

## Publication originale
- Beier, 1938 : Vorläufige Mitteilung über neue Höhlenpseudoscorpione der Balkanhalbinsel. Studien aus dem Gebiete der Allgemeinen Karstforschung, der Wissenschaftlichen Höhlenkunde, der Eiszeitforschung und den Nachbargebieten, vol. 3, p. 5-8.